# José Luis Manglano de Mas
José Luis Manglano de Mas (València, 1940) és un enginyer industrial i polític valencià, degà de la secessionista Real Acadèmia de Cultura Valenciana (RACV) des de l'any 2019 fins a gener de 2025.
Fill de l'alcalde franquista de València i exmilitar colpista José Manglano Selva i germà del diputat pel Partit Popular (PP) Carlos Manglano, José Luis Manglano és Doctor enginyer industrial per l'Escola d'Enginyeria Industrial de Madrid (Espanya) i ha exercit en diverses empreses com Hidroeléctrica Española, Chatam Blanquets (Estats Units) o Aguas Potables de Valencia, i ha participat en projectes com el Pla Sud de València. Des del 1966 és professor de física de l'Escola Superior d'Arquitectura de València i l'any 1973 aconsegueix la càtedra de física a la Universitat de Sevilla. Més tard es traslladà a la Universitat Politècnica de València on va ser director de l'Escola d'Enginyers Industrials i director del Departament de Física Fonamental i Aplicada.
En l'àmbit polític Manglano comença a militar a Unió de Centre Democràtic (UCD) i encapçala la candidatura a les primeres eleccions democràtiques a l'Ajuntament de València aconseguint ser el partit més votat però no aconseguint l'alcaldia. José Luis Manglano esdevé un actor clau en l'anomenada batalla de València com a agitador del blaverisme de la mà del líder de la UCD valenciana Fernando Abril Martorell. Manglano també va ser diputat provincial i membre del Plenari de Parlamentaris del País Valencià que donà inici al procés autonòmic valencià. L'any 1982 va renunciar a tots els càrrecs i abandonà la militància d'UCD.
Posteriorment, entre els 2000 i 2004, va ser rector de la universitat catòlica Cardenal Herrara-CEU i des de 2019 fins 2025 fou degà de la Real Acadèmia de Cultura València (RACV) després de guanyar contra la candidatura més aperturista i favorable a l'adopció de postulats científics representats per la oficial i estatutària Acadèmia Valenciana de la Llengua (AVL).

## Referència
1. 1 2  «Benvinguts al ‘Jurassic Park’ del blaverisme» (en catalan), 02-11-2022. [Consulta: 27 setembre 2023].
2. ↑  S.L, EDICIONES PLAZA. «Gana el ala 'dura' de la RACV: José Luis Manglano elegido decano» (en castellà). [Consulta: 27 setembre 2023].